# Xanthoparmelia contrasta
Xanthoparmelia contrasta är en lavart som beskrevs av Hale. Xanthoparmelia contrasta ingår i släktet Xanthoparmelia och familjen Parmeliaceae.   Inga underarter finns listade i Catalogue of Life.